# Избирательная система Бельгии
Избирательная система Бельгии представляет собой порядок организации, проведения выборов и определения результатов голосования в стране. Она складывалась на протяжении всего периода существования бельгийского государства со времени революции 1830-31 годов.

## История
Первые свободные выборы на территории Бельгии прошли в 1792 году в Льеже, захваченном войсками революционной Франции. Все мужчины, достигшие 18-летнего возраста, могли принять участие в голосовании на выборах в Национальный конвент и в референдуме по вопросу о присоединении Льежа к Франции.
В 1831-1893 годах избирательное право в Бельгии не было ни всеобщим, ни равным. Оно определялось избирательными законами от 3 марта 1831 года и 12 марта 1848 года. В соответствии с ними голосование объявлялось обязательным. Право тайного голосования действует в Бельгии с 1877 года. За 5
франков можно было приобрести дополнительный голос, а при доходе в 2000 франков или при наличии рентного дивиденда в 100 франков, а также имея диплом о высшем образовании — дополнительно 2 голоса. В 1893 году было зарегистрировано 1370677 избирателей, причём 850 тысяч из них имели 1 голос, 290 тысяч — 2, а 220 тысяч — 3 голоса.
В Бельгии существовала двухтуровая мажоритарная избирательная система на основе многомандатных избирательных округов. По избирательному закону от 30 декабря 1899 года Бельгия стала первой в мире страной, в которой была введена пропорциональная избирательная система по методу д’Ондта. Эта система была подтверждена избирательным законом от 9 мая 1919 года, который ввёл равное избирательное право для мужчин и части женщин. Страна была разделена на 30 избирательных округов по выборам в палату представителей и 20 — в Сенат.
Активным избирательным правом в 1831-1919 годах пользовались мужчины с 25 лет (пассивным — с 35), платившие налоговый минимум (с 1848 года — 20 флоринов; в разных провинциях могли быть свои размеры). Избранным мог быть только состоятельный налогоплательщик, одновременно являвшийся домовладельцем. По закону от 9 мая 1919 года избирательный ценз для мужчин и части женщин (матери и вдовы погибших военнослужащих) был снижен до 21 года, а с 1969 года — до 18 лет (для коммунальных выборов). В начале 2000-х годов высказывалась даже идея снижения возрастного ценза до 16 лет, но большого энтузиазма она не вызвала, в том числе и у потенциальных избирателей младше 18 лет.
По закону от 27 марта 1948 года всеобщее избирательное право было распространено на всех женщин-избирателей. Кроме того с 1988 года каждое полугодие происходит обязательная регистрация избирателей. Ценз пассивного избирательного права для избрания в нижнюю палату бельгийского парламента — 21 год, в верхнюю — 35 лет.
С 2000 года на коммунальных выборах в Бельгии могут голосовать граждане любой страны Европейского Союза при условии заблаговременной регистрации в соответствующей избирательной комиссии. С 2006 года в коммунальных выборах может принять участие (но не быть избранным) любой иностранный гражданин при условии 5-летнего проживания на территории Бельгии, регистрации в избирательном списке и после подписания обязательства соблюдать Конституцию и законы Бельгии, а также европейскую Конвенцию прав человека.
Избирательный процесс в Бельгии прерывался только в связи с двумя мировыми войнами: в 1914—1919 и 1939—1945 годах.

## Основные положения современной избирательной системы Бельгии
- Прямые, всеобщие и равные выборы при тайном голосовании.
- Голосование носит обязательный характер при обязательной регистрации избирателей (2 раза в год).
- Возрастной ценз для активного избирательного права — 18 лет.
- Результаты голосования определяются согласно пропорциональной избирательной системе по методу д’Ондта.